# هارولد راميس
هارولد راميس (بالإنجليزية: Harold Ramis)‏ مواليد 21 نوفمبر 1944 في شيكاغو - الوفاة 24 فبراير 2014 في إلينوي، الولايات المتحدة، كان مخرج وكاتب سيناريو أمريكي بدأ نشاطه سنة 1969. هو من الفائزين بجائزة بافتا. من أشهر أعماله غوستباسترز. درس في جامعة واشنطن في سانت لويس.

## الأعمال

### أفلام
- حبلت
- مسحور
- حلل هذه
- أفضل ما يمكن حصوله
- يوم جراوندهوج
- غوستباسترز

### مسلسلات
- المكتب

## وصلات خارجية
- هارولد راميس على موقع IMDb (الإنجليزية)
- هارولد راميس على موقع ميتاكريتيك (الإنجليزية)
- هارولد راميس على موقع روتن توميتوز (الإنجليزية)
- هارولد راميس على موقع مونزينجر (الألمانية)
- هارولد راميس على موقع ألو سيني (الفرنسية)
- هارولد راميس على موقع ميوزك برينز (الإنجليزية)
- هارولد راميس على موقع تيرنر كلاسيك موفيز (الإنجليزية)
- هارولد راميس على موقع أول موفي (الإنجليزية)
- هارولد راميس على موقع بوكس أوفيس موجو (الإنجليزية)
- هارولد راميس على موقع قاعدة بيانات الأفلام السويدية (السويدية)